# Campionati europei di ciclismo su strada 2010 - Cronometro femminile Under-23
La cronometro femminile Under-23 dei Campionati europei di ciclismo su strada 2010 si è svolta il 15 luglio 2010 in Turchia, con partenza ed arrivo da Ankara, su un percorso totale di 25,9 km. La medaglia d'oro è stata vinta dalla russa Aleksandra Burčenkova con il tempo di 34'37" alla media di 44,891 km/h, l'argento alla svedese Emilia Fahlin e a completare il podio la lituana Katazina Sosna.
Partenza per 31 cicliste, tutte completarono la gara.

## Classifica (Top 10)
| Pos. | Corridore             | Squadra     | Tempo   |
| ---- | --------------------- | ----------- | ------- |
| 1    | Aleksandra Burčenkova | Russia      | 34'37"  |
| 2    | Emilia Fahlin         | Svezia      | a 11"   |
| 3    | Katazina Sosna        | Lituania    | a 52"   |
| 4    | Aksana Papko          | Bielorussia | a 1'02" |
| 5    | Latoya Brulee         | Belgio      | a 1'07" |
| 6    | Lesya Kalitovska      | Ucraina     | a 1'43" |
| 7    | Larisa Pankova        | Russia      | a 1'49" |
| 8    | Doris Schweizer       | Svizzera    | a 2'00" |
| 9    | Mélodie Lesueur       | Francia     | a 2'05" |
| 10   | Oxana Kozonchuk       | Russia      | s.t.    |